# Leptogenys turneri
Leptogenys turneri é uma espécie de formiga do gênero Leptogenys, pertencente à subfamília Ponerinae.